# فلوريد الكروم الثلاثي
 فلوريد الكروم الثلاثي مركب كيميائي له الصيغة CrF3، ويكون على شكل بلورات خضراء.

## التحضير
يحضر فلوريد الكروم الثلاثي من حل هيدرات أكسيد الكروم الثلاثي في حمض هيدروفلوريك المركز والساخن.
Cr2O3 + 6HF → 2CrF3 + 3H2O
من خلال هذا التحضير نحصل على الشكل المائي والذي تكون صيغته تقريبا كالتالي CrF3・3.5H2O، وتكون نسبة الكروم فيه حوالي 30%.

## الخواص
- تتبع البينة البلورية لفلوريد الكروم الثلاثي النظام البلوري الثلاثي، وتتميز البلورات بأن لها قرينة انكسار مرتفعة نسبيا.
- يوجد في بلوراته إما بالشكل اللامائي أو على شكل ثلاثي أو رباعي هيدرات، وذلك عندما يكون الماء موجودا على شكل ربيطات في الكرة التساندية الخارجية لذرة الكروم، وتكون المركبات ذات لون أخضر. أما في حال وجود ست ربيطات من الماء في كرة التساند الداخلية لذرة الكروم فإننا نحصل على المركب 
 Cr(H2O)6]F3] أو على ثلاثي الهيدرات منه Cr(H2O)6]F3・3H2O] والذين لديهما لون بنفسجي.
- يعد فلوريد الكروم الثلاثي غير منحل عملياً في الماء، وذلك في حال عدم وجود أيونات الكروم الثنائي في الوسط.
- يشكل أملاح مزدوجة مع فلوريدات الفلزات الأخرى مثل مركب CrF3・2KF・H2O أخضر اللون.

## الاستخدامات
- يستخدم مركب فلوريد الكروم الثلاثي في صناعة النسيج كمرسخ لوني لبعض الأنسجة مثل الصوف. كذلك يستعمل ضمن أصبغة الكروم.
- يدخل ضمن تركيب الدهانات المانعة للصدأ، كما يستخدم كخضاب في صناعة السيراميك.